# シトロエン・カリン
シトロエン・カリン（Citroën Karin）は、1980年のパリモーターショーで発表されたコンセプトカーである。
デザインは当時のシトロエンでデザインチーフを務めていたトレバー・フィオレによるもので、内外装は非常に独特なものとなっているが、まるで未来の車を想起させるデザインは実のところ、シトロエンが見せたいものが何もなかったために、走行可能でなくても目立つものであれば何でも良かったのである。しかしデザインは手を抜かず、SMのような灯火類とDSのような隠しホイールを取り入れたものとなった。パワーユニットは公表されておらず、そもそもショーモデルには搭載されていなかった。
ピラミッド形状が印象的な車の外観には、フラッシュガラスパネル、流線型のリアホイール、そしてバタフライドアが取り入れられていた。カリンの屋根は、切り取られたピラミッドの形状により、A3用紙の大きさしかなかった。カリンの最も目立つ内装の特徴の1つは、運転手が2人の乗客の間に位置する非伝統的な3人乗りレイアウトである。またダッシュボードも非常にシンプルな面となっており、計算機のような平たくカラフルなものとなっている。ドアの中のボタンを引っ張ると、小さなスクリーンが現れる。
カリンの鮮明な角ばった形状は、テスラ・サイバートラックを想起させる。